# 鈴谷 (通報艦)
鈴谷(すずや)は、日本海軍の通報艦。
艦名は樺太(現在のサハリン)の大泊(現コルサコフ)に河口のある鈴谷川からとられる。

## 概要
元はロシア帝国の二等防護巡洋艦「ノヴィーク(Новик)」
(日本語表記にはノーウィックなどがある)。
速力25ノットは当時の巡洋艦より数ノット優勢であり、高速の偵察巡洋艦として世界的に有名だった。
日露戦争の黄海海戦に参加し、単独で逃走したが樺太の大泊付近で「千歳」「対馬」に発見・攻撃され擱座処分とされた(コルサコフ海戦)。その後日本軍が引き上げて横須賀海軍工廠で整備、1906年(明治39年)8月20日「鈴谷」として日本海軍の艦籍入りをした。ただし被害が大きかったために完全復旧は諦め、3軸だったものを1軸推進とし、ボイラーの数も減少、そのため速力は19ノットに低下していた。
就役後の大部分は旅順警備艦として使用されたが、在籍8年目(就役は5年弱)という短期間で除籍された。

## 艦型

### ノヴィーク
3本煙突、1本マスト
の防護巡洋艦。
当時は超高速巡洋艦や軽巡洋艦の先駆けで、駆逐艦襲撃や強力偵察に威力があった。
艦首にはラムを持つ。

### 鈴谷
ノヴィークより速力が落ちたために日本海軍では通報艦に類別、警備用の大型砲艦的な使用を前提とした。
ボイラー数減少により1番煙突を撤去、
1本マスト、2本煙突の特徴的な外観となった。

#### 機関
上記の通り、推進を1軸(中央のみ)としボイラー数を減少、速力は19ノットに落ちた。
明治45年(大正元年)の公文備考によるとボイラー数は4基。
同年に1基(第9号缶)が故障したが、残りの3基で16.5ノットが可能で、
役務変更まで修理は行われないことになった。

#### 兵装
出典により様々なデータがある。
- 『海軍艦艇史2』(1980):12cm砲6門、水上発射管 5門[6]
- 『聯合艦隊軍艦銘銘伝』(1993):10.2cm砲 2門、3インチ砲 4門[4]
- 『日本海軍全艦艇史』(1994):45口径12cm単装砲 6門、4.7cm単装砲 8門、45cm水上魚雷発射管 5門[11]
- 『日本海軍史』第7巻(1995):12cm単装砲 6門、4.7cm単装砲 8門、魚雷発射管 5門[21]

#### 変遷
1909年(明治42年)
2月10日、ビルジキール新設の認許。
前年の大演習参加時に横風時などに傾斜最大40度以上、平均でも30度超になり、探照灯の使用が困難になる場合があった
バラスト搭載の影響と思われ、
排水量約2,600英トンの時にGMが3 ft 8 in (1,120 mm)と著しく高かったため、ビルジキール装備が判断された。
1911年(明治44年)に
四三式一号送信機1組、同受信機1組を新たに装備、そのために無線電信室の位置を変更し、また後部兵員室の水嚢棚11人分を移動して無線用の3kW交流発電機を設置した。
また既存のマストの上に長さ17ft(5.18m)の無線マストを追加し、上端から4ft(1.22m)下の位置に長さ14ft(4.27)の桁を設けて無線桁とした。

## 艦歴

### ノヴィーク
1898年シーシャウ社で起工、
1900年8月15日進水、
1901年に竣工した。

#### 日露戦争
1904年2月9日未明、戦艦「ペトロパヴロフスク」以下「ノヴィーク」も含むロシア艦艇が旅順港外に停泊していたところを日本の駆逐隊が襲撃し、戦艦「ツェサレーヴィチ」、「レトヴィザン」と巡洋艦1隻が被雷。次いで同日昼には日本海軍の第一戦隊（三笠、朝日、富士、八島、敷島、初瀬）、第二戦隊（出雲、吾妻、八雲、常盤、磐手）、第三戦隊（笠置、千歳、高砂、吉野）がロシア側と交戦した。「ノヴィーク」は列から離れ、快速を生かして奮戦したが、「八雲」から命中弾を受けてマストが倒れた。
3月10日、駆逐艦「レシーチェリヌイ」と「スチェレグーシチー」が日本の第三駆逐隊（薄雲、東雲、曙、漣）の攻撃を受け、「スチェレグーシチー」は日本側に捕獲された。「ノヴィーク」と巡洋艦「バヤーン」が「スチェレグーシチー」救援に向かい、日本側が「スチェレグーシチー」を曳航しようとしているところに現れて日本の駆逐艦を砲撃したが、日本の第四戦隊（浪速、高千穂、新高）が現れるとロシア側は退避した。
戦艦「ペトロパヴロフスク」が触雷沈没することになった4月13日の出撃に「ノヴィーク」も参加している。
6月23日、戦艦「ツェサレーヴィチ」以下「ノヴィーク」も含むロシア艦隊は出港したが、日本艦隊と遭遇すると引き返した。
6月26日、日本軍の第三軍が大連西方の剣山を攻撃。それに対し、「ノヴィーク」、砲艦3隻、駆逐艦14隻が出撃して日本軍を砲撃した。翌日も「ノヴィーク」などが出撃して砲撃を行っている。7月3日から4日にかけてロシア軍は剣山奪還を試み、「ノヴィーク」なども3日に出撃して支援したが、反攻は失敗に終わった。「ノヴィーク」は砲艦、駆逐艦とともに4日と5日にも出撃し、5日には剣山の日本軍を砲撃した。
7月26日、「ノヴィーク」は竜王塘湾西方で日本の掃海隊を攻撃し、仮装砲艦「吉田川丸」と「宇和島丸」に命中弾を与えた。
8月8日、日本軍の攻撃を受けていた大孤山の地上軍支援のため、「ノヴィーク」は砲艦「ボーブル」や駆逐艦とともに出撃して日本軍を砲撃したが、日本の第四戦隊と第五戦隊が接近すると撤退した。その後大孤山は陥落。8月9日、「ノヴィーク」や砲艦、駆逐艦が大河湾へ出撃して大孤山などの日本軍陣地を砲撃した。それに対して日本軍は第五戦隊が大河湾へ向かい、「厳島」が「ノヴィーク」と交戦した。この交戦で「厳島」側は死者14名を出した。
1904年8月10日の黄海海戦に参加し小破。
「ノヴィーク」は巡洋艦「アスコリド」とともに逃走したが、故障した復水器の修理中に「アスコリド」とはぐれ、単独でウラジオストクを目指す。しかし8月11日朝に石炭不足が判明し、青島へ向かった。「ノヴィーク」は同日中に青島に到着し、石炭を積んで翌日出港。日本の東を回ってウラジオストクへ行こうとしたが、復水器の不調により石炭消費量が多かったため8月20日6時55分にコルサコフに入港した。日本側は「千歳」と「対馬」を津軽海峡方面へ派遣。次いで「ノヴィーク」が国後海峡を通過する可能性があるとの情報により、「千歳」は宗谷海峡、「対馬」は大島付近へ向かった。「ノヴィーク」の国後海峡通過の情報が8月19日午後届くと翌日2隻は合流し、それから「対馬」はコルサコフへ向かった。「ノヴィーク」は17時20分日本艦の煙を発見し、出港した。18時5分、距離8000mで「ノヴィーク」と「対馬」は戦闘を開始。「ノヴィーク」は被弾が続いて戦闘続行不可能となる。「ノヴィーク」はコルサコフへ向かい「対馬」は追撃したが、被弾して浸水し艦が傾いたため「対馬」は追撃を止めた。この戦闘で「ノヴィーク」では2名が死亡し15名が負傷した。日本側は「対馬」に代わって「千歳」が「ノヴィーク」を監視し、被害甚大の上、日本艦がいることで「ノヴィーク」の艦長は自沈を決めた。「ノヴィーク」は港外で自沈し、8月21日8時25分に完全に沈んだ。右舷に30度傾き、煙突やマストなどが水面上に出ている状態であった。

### 鈴谷

#### 救難作業

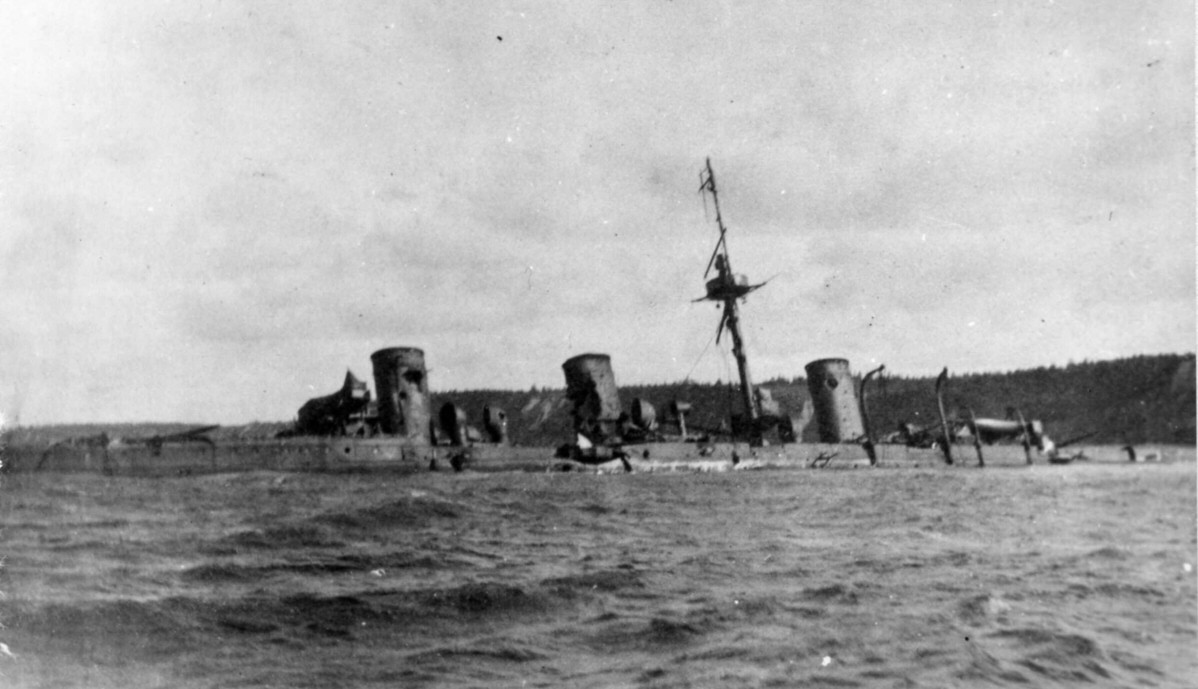
自沈したノヴィーク

1905年(明治38年)8月、日本海軍が引き上げ作業を開始。
「栗橋丸」などが作業を行った。
冬期は作業を中止し、翌1906年(明治39年)6月10日に作業を再開、7月13日に浮揚した。
工作船「関東丸」が曳航して7月31日大泊発、8月5日に函館港に入港し応急修理の為に入渠した
同年8月20日艦籍に編入、
「鈴谷」と命名、
9月3日通報艦に類別された。
その後函館で応急修理、
9月12日出渠、
9月26日に函館を出港、
工作船「関東丸」で横須賀へ回航され、
9月28日横須賀軍港に入港した。
横須賀海軍工廠で本格整備を行った。
1908年(明治41年)
9月もしくは10月、整備完了。

#### 明治41年大演習観艦式
同年10月31日、二重底で漏水し航行に危険があったため神戸に寄港し停泊、
11月1日神戸を出港し呉軍港に向かった。
この航海の前後に種々の故障があった。
11月17日、神戸沖で行われた大演習観艦式に参列、
第3列13番目に停泊した。

#### 1910年
1909年(明治42年)
11月22日佐世保港を出港、以降旅順方面の警備活動を行った。
1910年(明治43年)
5月6日佐世保に帰港、
5月20日佐世保を出港した。

#### 1911年
1911年(明治44年)
2月24日佐世保に帰港した。
3月12日仁川を出港、
5月4日佐世保に帰港した。
5月23日佐世保を出港した。

#### 1912年
1912年(明治45年)
5月15日佐世保に帰港、5月23日出港した。

#### 海防艦
1912年(大正元年)8月28日二等海防艦に類別が変更された。
10月に「津軽]」と共に威海衛と膠州湾へ航海し、訓練、視察、水路研究を行う計画(10月13日旅順発、18日旅順着の予定)があったが、
都合により中止となった。
10月29日に鎮南浦に一時寄港、31日出港した。
12月2日大同江に入港、4日出港した。

#### 除籍
1913年(大正2年)
2月6日、『「鈴谷」は来年度(4月1日以降)に廃艦予定のために佐世保軍港へ帰投するよう』に旅順鎮守府へ令達され、
2月14日海州邑に入港、20日仁川を出港した。
「鈴谷」は3月25日旅順発、31日佐世保着の予定とされ、
3月29日所安島に到着した。
4月1日除籍、艦艇類別等級表から削除。
6月12日売却の訓令、「大阪市青山新三郎に75,000円で売却」の報告が11月1日に提出された。

## 艦長
ノヴィーク
日露戦争開戦時にはニコライ・フォン・エッセンが艦長を務めていた。なお、司馬遼太郎の小説『坂の上の雲』では黄海海戦時の艦長をエッセンとしているが、すでに戦艦セヴァストポリの艦長となっていたためこれは誤りである。
鈴谷
※『日本海軍史』第9巻・第10巻の「将官履歴」及び『官報』に基づく。
- 茶山豊也 大佐：1906年10月20日 - 1907年4月18日
- (兼)吉見乾海 大佐：1907年4月18日 - 1907年7月1日
- (兼)仙頭武央 大佐：1907年7月1日 - 1908年2月26日
- 小栗孝三郎 大佐：1908年2月26日 - 1908年5月15日
- (兼)小栗孝三郎 大佐：1908年5月15日 - 1908年7月11日
- (兼)笠間直 大佐：1908年7月11日 - 1908年8月15日
- (臨時)釜屋六郎:1908年大演習時[62]
- 志津田定一郎 中佐：1909年5月25日 -
- 志津田定一郎 中佐：1909年11月1日 - 1910年12月1日
- 川原袈裟太郎 中佐：1910年12月1日 - 1911年2月7日
- 関重孝 中佐：1911年2月7日 - 1911年12月1日
- 佐藤皐蔵 大佐：1911年12月1日 - 1913年4月1日

## 同型艦

### ノヴィーク
- Zemtchug(ゼムチューグ)[1]
- Izumrud(イズムルード)[1]